# Barbara Wood: Sturmjahre
Barbara Wood: Sturmjahre ist ein deutscher Fernsehfilm des Regisseurs Marco Serafini aus dem Jahr 2007 mit Tanja Wedhorn und Patrick Rapold in den Hauptrollen. Das von Marlies Ewald verfasste Drehbuch basiert auf dem im Jahr 1983 erstveröffentlichten Roman Domina der US-amerikanischen Schriftstellerin Barbara Wood. Die Erstausstrahlung erfolgte am 2. Januar 2007 im ZDF.

## Handlung
Zu Beginn des 19. Jahrhunderts schafft es die junge englische Arzttochter Samantha Hargrave gegen den Widerstand einiger Professoren als erste Frau zu einem Medizinstudium zugelassen zu werden. Tatkräftige Unterstützung erhält Hargrave von ihrer Tante Elizabeth, die sie nach dem frühen Tod der Mutter aufgezogen hat, ihrer Freundin Violet und Mark Rawlings, einem älteren Kommilitonen, in den sie sich schließlich verliebt. Als Rawlings aber tödlich umkommt, muss Hargrave ihr Leben neu ordnen.

## Hintergrund
Barbara Wood: Sturmjahre wurde vom 1. November 2005 bis zum 2. Dezember 2005 an 24 Drehtagen im Cornwall in Südengland und näherer Umgebung gedreht. Produziert wurde der Film von Michael Smeaton für die FFP New Media.

## Kritik
Der Filmdienst meinte, Barbara Wood: Sturmjahre sei ein „pralles, mit Problemen überfrachtetes Frauenschicksal in Gestalt eines (Fernseh-)Historienfilms, dessen emanzipatorische Bildungsgeschichte durch das viele absehbare Herzeleid verwässert wird.“.
Die Kritiker der Fernsehzeitschrift TV Spielfilm gaben Barbara Wood: Sturmjahre einen von drei möglichen Punkten in der Kategorie „Spannung“. Sie merkten an: „Frauen-Emanzipation in Weichzeichner-Inszenierung à la Pilcher.“ und konstatierten: „Rührstück aus der Quotenküche“. Der Film erhielt insgesamt eine mittlere Wertung, Daumen zur Seite.